# Блинова, Эльмира Гафуровна
Эльмира Гафуровна Блинова (9 августа 1955 — 8 февраля 2013) — советская и российская поэтесса, прозаик, сценарист, переводчица.

## Биография
Эльмира Блинова родилась 9 августа 1955 года в Казани. До 7 лет жила в селе Андреевка (Бугульминский район Татарстана), затем семья переехала в Казань. В 1979 году окончила Казанский педагогический институт. С 1991 года жила в Израиле.
Умерла после тяжелой продолжительной болезни 8 февраля 2013 года.

## Награды и признание
- Лауреат конкурса детской книги «Как прекрасен этот мир».
- Финалист национальной детской литературной премии «Заветная мечта».

## Творчество

### Фильмография
- 2010 — Пятая группа крови — сценарист